# La Revolución, Tila
La Revolución är en ort i Mexiko.   Den ligger i kommunen Tila och delstaten Chiapas, i den sydöstra delen av landet, 700 km öster om huvudstaden Mexico City. La Revolución ligger 742 meter över havet och antalet invånare är 709.
Terrängen runt La Revolución är bergig åt nordväst, men åt sydost är den kuperad. Runt La Revolución är det ganska tätbefolkat, med 111 invånare per kvadratkilometer. Närmaste större samhälle är Simojovel de Allende, 15,8 km sydväst om La Revolución. I omgivningarna runt La Revolución växer i huvudsak städsegrön lövskog.